# Dos Hermanas CF
Dos Hermanas Club de Fútbol – hiszpański klub piłkarski, grający w Regional Preferente, mający siedzibę w mieście Dos Hermanas.

## Sezony
- 3 sezony w Segunda División B
- 16 sezonów w Tercera División